# Ковачевци (община)
Вижте пояснителната страница за други значения на Ковачевци.
Община Ковачевци се намира в Западна България и е една от съставните общини на Област Перник.

## География

### Географско положение, граници, големина
Общината е разположена в централната част на Област Перник и попада в историко-географската област Краище. С площта си от 144,945 km2 е най-малката сред 6-те общините на областта, което съставлява 6,05% от територията на областта. Границите ѝ са следните:
- на запад и север – община Земен;
- на североизток – община Перник;
- на север – община Брезник;
- на изток и югоизток – община Радомир.

### Природни ресурси

#### Релеф
Релефът на община Земен представлява пъстра мозайка от ниски планини, хълмисти области и котловинни дъна. В нейните предели се простират части от две планински редици на Западна България – Руйско-Верилската планинска редица и Милевско-Конявската планинска редица.
Източната половина на общината се заема от западните склонове на планината Черна гора, която спада към Руйско-Верилската планинска редица. Тя се простира северно от Прибойския пролом на река Струма и източно от долината на десния ѝ приток река Светля. Нейната максимална височина връх Тумба 1129 m се издига на границата с община Брезник, северно от село Слатино.
Останалата западна половина на общината се заема от части от две планини, които спадат към Милевско-Конявската планинска редица. На север от река Струма и на запад от долината на река Светля се простират източните склонове на Рудина планина. Западно от село Сирищник се издига връх Сирищнишка Рудина (1172 m), явяващ се най-високата точка на общината. Южно от долината на река Струма в пределите на общината попадат крайните северозападни части на Конявска планина. Тази част на планината е известна под името Риша планина и нейната най-висока точка в пределите на общината връх Димов гроб (1056 m) намиращ се югозападно от село Егълница.
Крайната югоизточна част на община Ковачевци се заема от най-западната периферия на Радомирската котловина. Тук в коритото на река Струма, на границата с община Земен е разположена най-ниската точка на община Ковачевци – 600 m н.в.

#### Води
В южната част на общината, от изток на запад, през село Лобош, на протежение от около 8 km протича част от горното течение на река Струма. Източно от селото е изградена преградната стена на язовир Пчелина с обем от 52 млн./м3, като в пределите на общината попада почти целия язовир с изключение на „опашката“ му. Водите на язовира са залели дълбокия Прибойски пролом, явяващ се трети по ред то течението на Струма. В него отдясно, южно от село Ковачевци се влива река Светля, която протича с цялото долно и част от средното си течение, по цялата дължина на общината от север на юг и я разполовява на две части – източна и западна.

#### Климат
Климатът на общината е умерено континентален. Средното годишното количество на валежите е 450л/м2. Температурата на въздуха над 10 °C се задържа 130 – 200 дни годишно. Средната продължителност на слънчевото греене надхвърля 1700 часа годишно. Продължителността на облачните дни варира от 8 до 14 на месец. Планинско-котловинния релеф оказва силно въздействие на разпределението на валежите и температурите на въздуха и обуславя характерните пролетни и ранни есенни слани.

#### Почви, флора и фауна
По долините на реките почвите са алувиално-ливадни, а по склоновете на планините – светлокафяви и сиви горски почви.
Размерът на залесената горска площ е над 250 хил.ха и представлява около 30% от територията на община Ковачевци. Горската растителност в района е представена от почти всички видове широколистни и иглолистни видове: бук, ясен, леска, благун, бял бор, космат бор, черен бор, цер, акация, зимен дъб, габър, смърч, дребна листна липа, върба и др.
Бозайниците са над 20 вида: таралеж, сърна, дива котка, чакал, лисици, дива свиня и др. Птиците са над 200 вида, основно горски и планински видове. В язовир Пчелина могат да се видят някои водолюбиви и водоплаващи птици: чапли, патици и др. В района има гнезда на скални орли, обикновен мишелов, сова, бухал. Срещат се и много редки и защитени видове пойни птици: кълвач, гарван, въртошийка и др.

## Население

### Етнически състав (2011)
Численост и дял на етническите групи според преброяването на населението през 2011 г.:
|                     | Численост | Дял (в %) |
| Общо                | 1600      | 100,00    |
| Българи             | 1569      | 98,06     |
| Турци               | –         | -         |
| Цигани              | –         | -         |
| Други               | 4         | 0,25      |
| Не се самоопределят | 0         | -         |
| Неотговорили        | 25        | 1,56      |

### Населени места
Общината има 10 населени места с общо население 1262 жители към 7 септември 2021 г.
| Населено място | Население (2021 г.) | Площ на землището km2 | Забележка (старо име) | Населено място | Население (2021 г.) | Площ на землището km2 | Забележка (старо име)           |
| -------------- | ------------------- | --------------------- | --------------------- | -------------- | ------------------- | --------------------- | ------------------------------- |
| Егълница       | 163                 | 17,381                |                       | Ракиловци      | 47                  | 12,771                |                                 |
| Калище         | 271                 | 28,604                | Калища                | Светля         | 71                  | 9,377                 | Празноглавци                    |
| Ковачевци      | 195                 | 9,812                 |                       | Сирищник       | 210                 | 20,106                |                                 |
| Косача         | 88                  | 13,344                |                       | Слатино        | 1                   | 9,642                 |                                 |
| Лобош          | 193                 | 17,043                |                       | Чепино         | 23                  | 6,865                 |                                 |
|                |                     |                       |                       | ОБЩО           | 1262                | 144,945               | няма населени места без землища |

## Административно-териториални промени
- Указ № 238/обн. 13.09.1919 г. – преименува с. Празноглавци на с. Светля;
- Указ № 317/обн. 13.12.1955 г. – заличава с. Костуринци и го присъединява като квартал на с. Слатино;
- Указ № 960/обн. 4 януари 1966 г. – осъвременява името на с. Калища на с. Калище;

– осъвременява името на с. Пчелници на с. Пчелинци;
- Указ № 1260/обн. 16.06.1972 г. – заличава с. Сирищник и го присъединява като квартал на с. Ковачевци;
- Указ № 45/обн. 20 януари 1978 г. – заличава с. Пчелинци поради изселване;
- Указ № 2932/обн. 30.09.1983 г. – отдела селата Егълница, Калище, Ковачевци, Косача, Лобош, Ракиловци, Светля, Сирищник и Слатино и техните землища от община Радомир и ги включва в новосъздадената община Ковачевци с административен център с. Ковачевци;
- указ № 250/обн. 22.08.1991 г. – отделя кв. Сирищник от с. Ковачевци и го възстановява като отделно населено място – с. Сирищник;
- Указ № 371/обн. 09.12.2005 г. – отделя с. Чепино и землището му от община Земен и го присъединява към община Ковачевци.

## Транспорт
В южната част на общината, от изток на запад преминава участък от 6,5 km от трасето на жп линията София – Кюстендил – Гюешево.
През общината преминават изцяло или частично 3 пътя от Републиканската пътна мрежа на България с обща дължина 31,3 km:
- участък от 14,9 km от Републикански път III-603 (от km 9,4 до km 24,3);
- участък от 7,3 km от Републикански път III-623 (от km 38,3 до km 45,6);
- целият участък от 9,1 km от Републикански път III-6033.

## Топографска карта
- Лист от карта K-34-58. Мащаб: 1 : 100 000.